# Benediccional de San Ethelwold

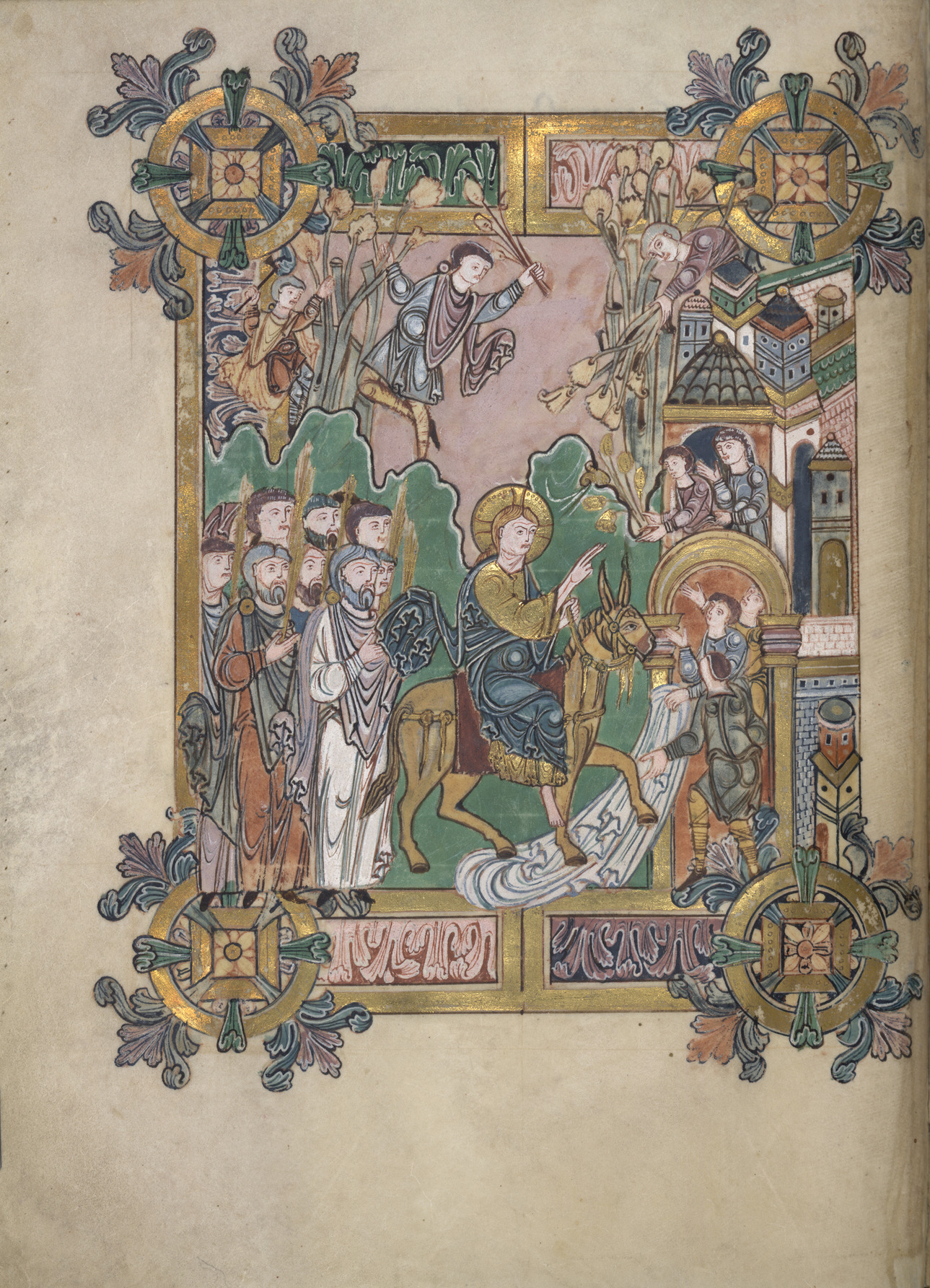
Entrada de Cristo en Jerusalén, f. 45v

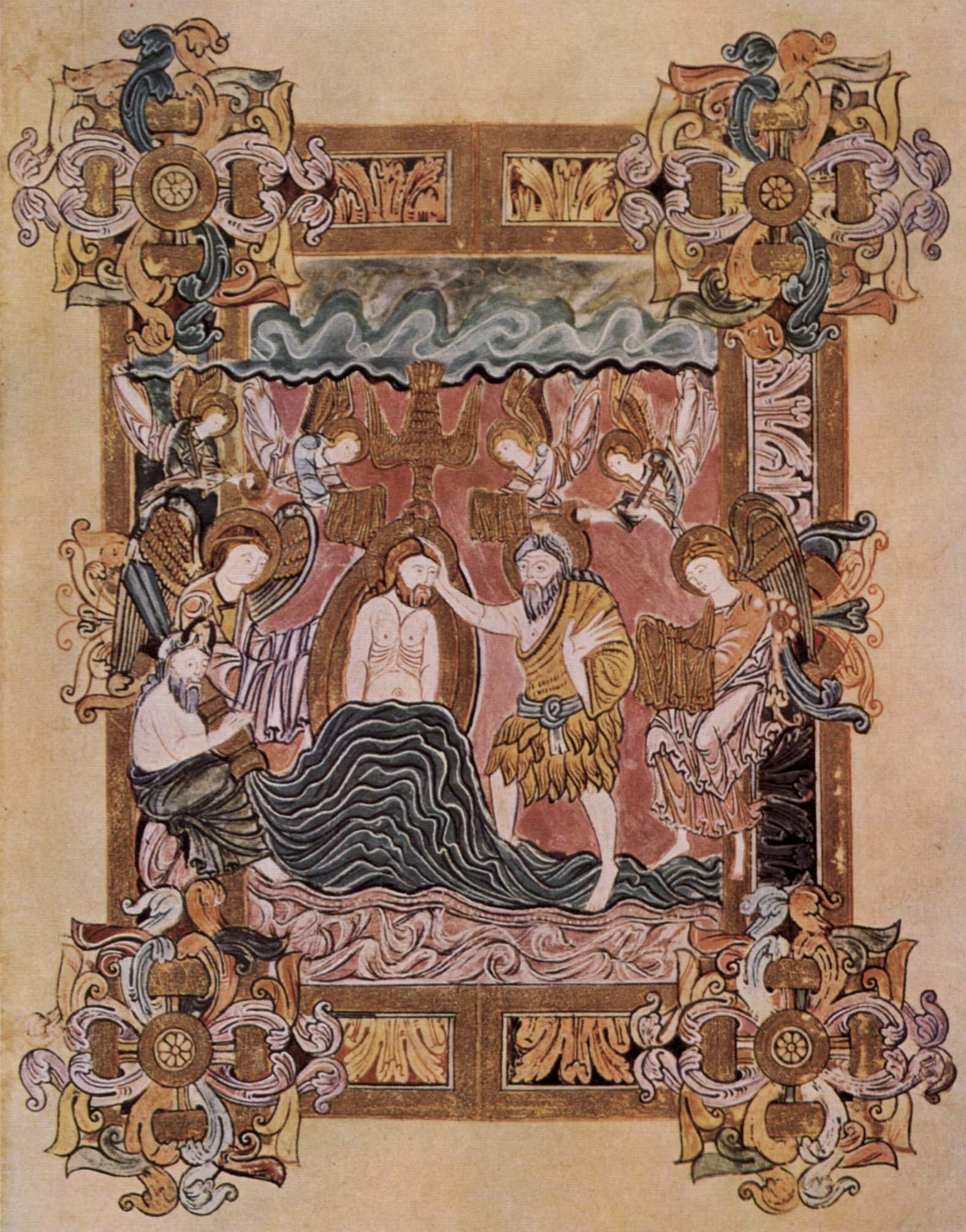
El folio 25r del Benedictional de San Æthelwold contiene una miniatura del Bautismo de Cristo (color pobremente reproducido).

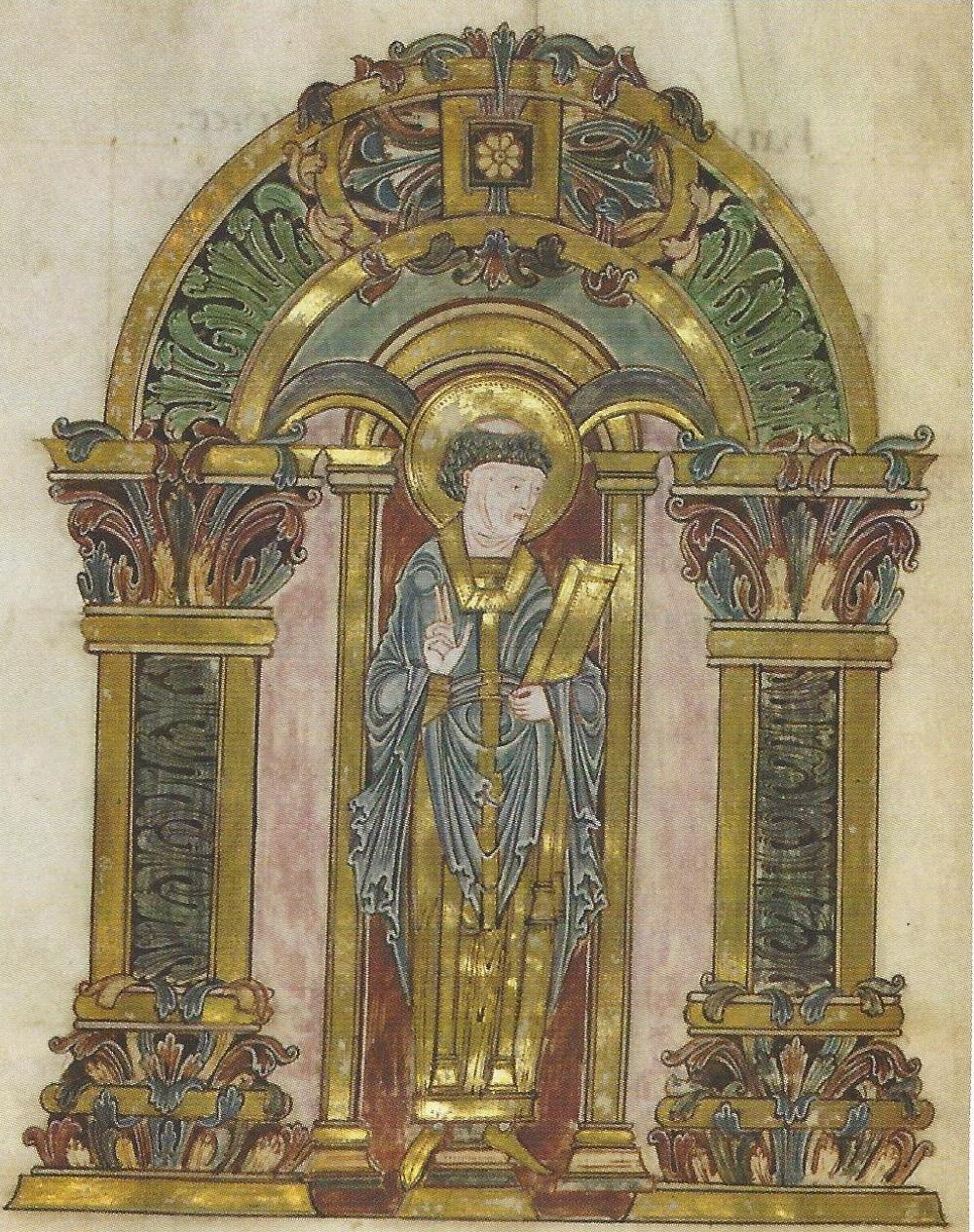
San Swithun

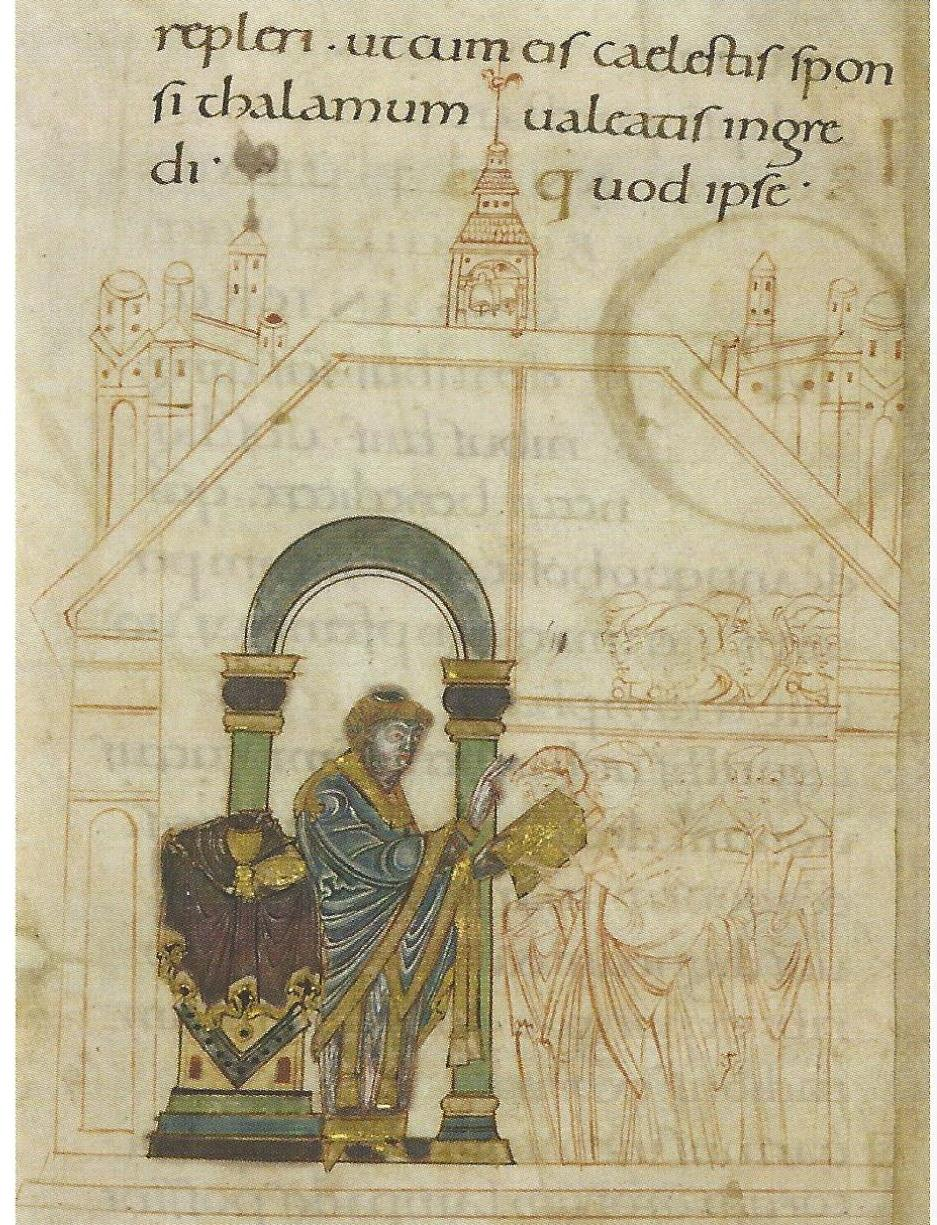
Dedicación de una iglesia, probablemente en representación de Æthelwold, f. 118v

El Benediccional de San Ethelwold (Londres, Biblioteca Británica, Add MS 49598) es un benediccional iluminado del siglo X, la obra más importante que se conserva de la escuela de iluminación anglosajona de Winchester. Contiene las distintas bendiciones pontificias utilizadas durante la misa en los distintos días del año eclesiástico, así como un formulario para bendecir las velas utilizadas durante la fiesta de la Purificación. El manuscrito fue escrito por el monje Godeman a petición de Æthelwold, obispo de Winchester.
El manuscrito está decorado a una escala extremadamente lujosa, y es generalmente aceptado como la obra maestra de la iluminación anglosajona tardía, y del estilo Winchester. Hay 28 miniaturas a toda página, otras 19 páginas enmarcadas y dos iniciales historiadas a toda página, una de ellas enmarcada. El programa está incompleto, y probablemente se pretendía que hubiera otras 15 miniaturas a toda página y más páginas enmarcadas. Como en la mayoría de los manuscritos, las iluminaciones, aparte de las doradas y plateadas, fueron pintadas en acuarela.
Se utiliza una amplia gama de colores, muchos sobrepintados para conseguir un efecto diferente, y mucho oro y plata. El estilo de las miniaturas se caracteriza por un colorido brillante y una exuberante ornamentación de acanto. Las influencias de la iluminación carolingia se aprecian en la elegante escritura carolina del libro y en sus pinturas, que se inspiran en las escuelas de Ada y Reims; Ada en las "poses estatuarias, los velos arrugados y los pliegues diagonales de los paños", Reims en las nubes arremolinadas. Sin embargo, se aprecia un fuerte sentido de lo inglés en la "exhilarante danza del color y la línea" y en la ágil pincelada que libera a las figuras para que "se deslicen sin esfuerzo sobre los marcos".

## Historia
El manuscrito se realizó en algún momento entre 963 y 984, probablemente durante la década de 970. Los folios 4r y 5v contienen una inscripción en latín que describe cómo se hizo el manuscrito.
Un obispo, el gran Æthelwold, a quien el Señor había hecho patrón de Winchester, ordenó a cierto monje sujeto a él que escribiera el presente libro. . . También ordenó que se hicieran en este libro muchos marcos bien adornados y llenos de varias figuras decoradas con muchos colores hermosos y con oro. Este libro, el citado Boanerges lo hizo escribir para sí mismo... Que todos los que miren este libro recen siempre para que, después del término de la carne, pueda permanecer en el cielo Û El escriba Godeman, como suplicante, pide encarecidamente esto
Æthelwold I fue obispo de Winchester desde el 29 de noviembre de 963 hasta su muerte el 1 de agosto de 984, por lo que el manuscrito se produjo entre esas fechas. La bendición para la fiesta de San Swithun menciona milagros realizados por Swithun, lo que lleva a H. A. Wilson a concluir que la bendición no pudo ser compuesta antes del traslado de las reliquias de Swithun el 15 de julio de 971. En el manuscrito se da a Santa Ætheldreda un protagonismo que indicaría que el manuscrito no se hizo hasta después de 970, cuando Æthelwold había refundado la abadía de Ely, que había sido fundada por Ætheldreda. R. Deshman ha argumentado que los dibujos añadidos al Misal de Leofric (Oxford, Bodleian Library, MS Bodley 579) en torno al año 979 estaban influenciados por las iluminaciones del Benediccional de San Ethelwold, lo que significa que probablemente se produjo antes del año 979.
El escriba, Godeman, era un monje del Old Minster de Winchester y puede haber pertenecido al grupo de monjes de Abingdon que Æthelwold colocó en la catedral de Winchester para sustituir a los canónigos que habían estado allí anteriormente. En el año 973 Æthelwold colocó a Godeman en la nueva fundación de Thorney, ya sea como representante de Æthelwold, siendo éste el abad nominal, o como abad por derecho propio. Tras la muerte de Æthelwold, Godeman continuó como abad de Thorney. El Libro Rojo de Thorney afirma que Godeman era el capellán personal de Æthelwold.
Se supone que el Benedictional permaneció en Winchester tras la muerte de Æthelwold. Sin embargo, la encuadernación se reforzó con una lista de reliquias del siglo XV en la abadía de Hyde, lo que puede significar que el manuscrito estuvo en la abadía de Hyde durante alguna parte de la Edad Media. En el siglo XVII estaba en posesión de Henry Compton, que era maestro del Hospital de Santa Cruz, en Winchester, y que más tarde fue obispo de Oxford (1674) y luego obispo de Londres (1675). El obispo Compton murió en 1713 y el manuscrito pasó a su sobrino, el general Hatton Compton, teniente de la Torre. El general Compton regaló el manuscrito a William Cavendish, segundo duque de Devonshire, y fue adquirido por la Biblioteca Británica a los descendientes del duque.

## Texto
El texto latino contiene las bendiciones leídas por un obispo durante la misa. Cada día del año litúrgico y cada fiesta de un santo tenían una bendición diferente. El manuscrito contiene bendiciones para la fiesta de tres santos, San Gastón de Arrás, Santa Ætheldreda y San Swithun, que son fiestas locales y no se habrían encontrado en un benediccional de otra zona. El texto parece ser una mezcla de un benediccional "gregoriano" derivado del suplemento de San Benito de Aniane al llamado Hadrianum, un sacramentario de Roma que había sido de uso papal, y un texto galicano del siglo VIII. El manuscrito también contiene varias bendiciones que fueron compuestas en Winchester. El texto "híbrido" encontrado en el Benediccional de San Ethelwold se encuentra también en el Benediccional de Ramsey (París, Bibliothèque Nationale, MS lat. 987), que también puede haber sido escrito por Godeman. No se sabe con certeza cuál de los manuscritos fue el original, aunque A. J. Prescott ha argumentado que el Benediccional de Ramsey fue escrito por Godeman, utilizando las instrucciones que le dio Æthelwold, para ser enviadas a otro lugar; y que Æthelwold quedó tan satisfecho con el resultado que mandó hacer otra copia para él. Dumville ha argumentado que el texto híbrido es en realidad anterior a las bendiciones de Ramsey y Æthelwold. Sin embargo, el texto híbrido iba a ser muy influyente en Inglaterra y Francia en los siglos X y XI.

## Otras lecturas
- Deshman, R., The Benedictional of Æthelwold, Studies in Manuscript Illumination, 9, Princeton, 1995.
- Temple, E., Anglo-Saxon Manuscripts 900-1066, 1976, no. 23 y males. 85, 86, 88, 90, 91
- Warner, GF y HA Wilson, The Benedictional of St Æthelwold, Roxburghe Club, Oxford, 1910 – facsímil